# Tourist (Uhrenmarke)
Tourist war eine Schweizer Uhrmarke, die zwischen 1950 und 1970 in Welschenrohr durch die Manufaktur Adolf Allemann Fils SA hergestellt wurde. Insbesondere erwähnenswert ist das Modell „Everlight“, in dem 1957 als Weltpremiere erstmals eine Uhr mit integrierter Beleuchtung geschaffen wurde.
Entwickler des Modells Tourist Everlight und Firmengründer von Adolf Allemann Fils SA war Adolf Allemann (* 1917 in Balsthal; † 1993 in Bern).